# Північно-Комсомольске нафтогазоконденсатне родовище
Північно-Комсомольске нафтогазоконденсатне родовище – гігантське родовище у Тюменській області Росії.

## Геологічна інформація
Унаслідок розвідки виявили численні вуглеводневі поклади у породах крейдового періоду, зокрема, масивний поклад у пласті ПК-1 покурської свити (сеноманський ярус верхньої крейди). Можливо відзначити, що саме з цим пластом пов’язані основні запаси сусідніх унікальних родовищ – Уренгойського, Ямбурзького, Заполярного, при цьому особливістю Північно-Комсомольського родовища є наявність у зазначеного масивного покладу потужної нафтової облямівки із великими запасами високов’язкої нафти.
Всього на родовищі виявили щонайменше 71 поклад у 40 продуктивних пластах.
Колектори – пісковики із шарами глин та алевролітів. Середня пористість у нафтонасиченій частині сеноманського покладу 30,7%, у газонасиченій 34,3%.
Початкові видобувні запаси нафти Комсомольского родовища оцінили щонайменше у 175 млн тон. Станом на 2017 рік початкові видобувні запаси газу за російськими категоріями А+В+С1 оцінювались у 151 млрд м3. 

## Розробка
Родовище відкрили у 1969 році, проте через складні геологічні умови розробка почалась лише в 1993-му та тривалий час відбувалась в обмежених обсягах – наприклад, за 1-й квартал 2014-го було вилучено лише 20 тисяч тон нафти, 16 тисяч тон конденсату та 0,1 млрд м3 газу. Як наслідок, станом на початок 2017-го накопичений видобуток склав лише 7 млрд м3 газу. 
В 2017-му для інтенсифікації розробки Північно-Комсомольського родовища створили компанію «СевКомНефтегаз», що є спільним підприємством «Роснафти» (66,67%) та норвезької Equinor (33,33%). За повідомленням «СевКомНефтегаз», вона веде видобуток з сеноманського пласта з глибини 1100 – 1150 метрів та застосовує свердловини з горизонтальними ділянками протяжністю до 2,4 км. Станом на початок 2023-го накопичений видобуток компанії досягнув 4,3 млн тон нафти та газового конденсату.
Видача газу відбувається по системі Уренгой – Челябінськ.